# Antonio Austral
Antonio Austral (Cosquín, 1927 - Buenos Aires, 9 de septiembre de 2015), fue un arqueólogo y docente universitario argentino. A lo largo de su carrera participó en la creación de carreras de Antropología y varios institutos de investigación, y se desempeñó como docente en distintas universidades de Argentina y Uruguay, en las cuales colaboró en la formación de gran cantidad de investigadores. Además realizó investigaciones arqueológicas en el sur de la provincia de Buenos Aires, la provincia de La Pampa y Uruguay.

## Biografía
Antonio Austral se recibió en la ciudad de Buenos Aires en el año 1959 de Profesor en Letras por el Instituto del Profesorado Mariano Acosta. Por esa fecha recién se habían creado las carreras de Antropología en el país. Mientras cursó esta carrera terciara trabajó en el Banco de la Nación Argentina. En 1969 el título de licenciado en Antropología en la Facultad de Filosofía y Letras de la Universidad de Buenos Aires, con la tesis cuyo título fue Prehistoria y arqueología en Laguna del Sauce Grande. Monte Hermoso. Pehuén Co, Provincia de Buenos Aires Meridional. En 1973 obtuvo el título de Doctor en Historia en la Facultad de Humanidades y Ciencias de la Educación de la Universidad Nacional de La Plata, con su tesis doctoral titulada Investigaciones Prehistóricas en el Departamento de Chadileo, Provincia de La Pampa. Aportes para la Prehistoria de la Pampa Seca. Su director de tesis fue Eduardo Mario Cigliano.
En sus inicios como estudiante e investigador participó de muchas de las instancias fundacionales de la disciplina profesional de la antropología, como el I Congreso Nacional de Estudiantes de Antropología que se realizó en Rosario en 1961, y la Primera y Segunda Convención Nacional de Antropología, que se llevaron a cabo en 1964 en Carlos Paz (Córdoba) y 1966 en Resistencia (Chaco), respectivamente.
Fue docente universitario en materias de distintas universidades de la Argentina, como las Universidades Nacionales de La Plata, Buenos Aires, del Sur, de Mar del Plata, y de Río Cuarto, así como en la Universidad de la República de Uruguay. En general, se dedicó a la docencia de temas de prehistoria europea, americana y práctica de la metodología arqueológica. En la Universidad de Río Cuarto fundó junto con Ana María Rocchietti, el Laboratorio de Arqueología y Etnohistoria. En esta misma universidad también ocupó los cargos de Director del Centro de Investigaciones y del Departamento de Historia de la Facultad de Ciencias Humanas. A su vez, en dicha universidad ocupó diversos cargos académicos, y fue presidente del XV Congreso Nacional de Arqueología Argentina que se organizaron en dicha ciudad en el año 2004. También se desempeñó como docente en los Institutos Superiores Joaquín V. González de Buenos Aires, y el Instituto Superior de Relaciones Públicas de Bahía Blanca.
En Uruguay participó desde el año 1976 de forma activa en la creación de la carrera de Licenciatura en Ciencias Antropológicas. Allí también el primer del Departamento de Arqueología desde dicho año hasta 1985. Durante estos años realizó trabajos arqueológicos en el sitio Bañadero (Departamento de Salto) y Pay Paso (Departamento de Artigas), así como también en proyectos de Rescate Arqueológico de la Represa de Salto Grande.
A lo largo de su extensa trayectoria realizó diversos cursos de perfeccionamiento e investigación, tanto en temáticas arqueológicas, como museológicas y educativas, en países como España, Francia, Italia, Grecia y Uruguay.